# 제500군사정보여단
제500군사정보여단(500th Military Intelligence Brigade)은 미국 육군 정보대의 여단으로, 하와이주 스코필드 막사에 본부를 두고 미국 태평양 육군과 그 외 사령부에 첩보 자료를 제공한다.

## 역사
이 부대는 태평양 전쟁 동안 1942년에 창설하고 운영했던 연합번역 및 통역반(Allied Translator and Interpreter Section (ATIS))을 본따 1952년 6월 30일에 단급 부대로 구성하고 및 9월 1일, 극동사령부에서 창설하였다. 제500첩보근무단은 극동사령부가 있는 도쿄에서 한국 전쟁에 참전하는 제8군과 휘하 부대를 지원하였다. 휴전한 뒤 1957년에 미국은 대규모의 병력을 일본에서 태평양 관할지역으로 재배치할때, 제500첩무근무단은 태평양 첩보지원소로 기능을 이전하고 극동사령부와 사령부 정찰처와 함께 해산하였다.
4년 뒤 1961년 3월 25일, 기존의 번역, 통역 임무에 인간첩보(HUMINT) 수집을 추가받고 일본 캠프 드레이크에서 재소집되었다. 태평양 지역을 담당하는 단일 첩보부대로 지정되었으나, 내부적으로는 한국, 필리핀, 태국 등의 군사협력국에 여러개의 분,파견대로 나뉘어 흩어져 배치되었다. 1965년 12월 15일, 하와이주 포드 섬으로 본부를 옮겼다. 주월 미국 육군의 철수가 시작됨과 함께 군대 개편의 영향으로 1972년, 헬레마노 군사예비부지로 이사하였다.
1974년 11월 1일, 미국 육군 정보국으로 전속되었다.
1976년 7월 15일, 본부는 가나가와현 캠프 자마로 이사하였다.
1977년 1월 1일, 정보보안사령부의 지역 군사첩보단으로 전속되었다. 군단 이상 제대에 첩보, 방첩 기능을 지원하는 부대로 지정받고 이듬해 1978년 4월에 별명인 "Pacific Vanguard"를 부여받았다.
훌륭한 첩보를 생산을 하고 미국 육군 서부사령부와 후계 미국 태평양 육군을 지원한 1986년~1987년 사이의 활약으로 육군 우수부대표창을 수여받았다.
1987년 10월 16일, 임무의 폭이 넓어지고 여단으로 개편되었다.

## 부대
제715대대만은 산하 중대가 워싱턴주, 포트 루이스와 캘리포니아주, 캠프 팬들턴에 흩어져있다.
- 본부 및 본부중대 - 하와이주 스코필드 막사
- 제205군사정보대대(HUMINT, 정보 분석) - 하와이주 포트 샤프터
- 제301군사정보대대 - 애리조나주 피닉스
- 제311군사정보대대 - 일본 가나가와현 사가미하라시 캠프 자마
- 제715군사정보대대(SIGINT) - 하와이주 스코필드 막사

## 기록

### 소속
- 예속
  1. 극동사령부; 1952년 6월 30일
  2. 미국 태평양 육군; 1961년 3월 25일
  3. 미국 육군 정보국; 1974년 11월 1일
  4. 정보보안사령부; 1977년 1월 1일
- 배속
  - 미국 태평양 육군

### 계보
- 1952년 6월 30일, Headquarters, 500th Military Intelligence Service Group
→제500군사첩보근무단, 본부
- 1954년 3월 28일, Headquarters, 500th Military Intelligence Group
→제500군사첩보단, 본부
- 1955년 7월 1일, Headquarters and Headquarters Company, 500th Military Intelligence Group
→제500군사첩보단, 본부 및 본부중대
- 1957년 6월 24일, 500th Military Intelligence Group)
→제500군사첩보단
- 1961년 7월 25일, 500th Intelligence Corps Group)
→제500첩보대단
- 1966년 10월 15일, 500th Military Intelligence Group)
→제500군사첩보단
- 1987년 10월 16일, Headquarters and Headquarters Company, 500th Military Intelligence Brigade
→제500군사첩보단, 본부 및 본부중대
- 1992년 10월 16일, Headquarters and Headquarters Detachment, 500th Military Intelligence Brigade
→제500군사첩보여단, 본부 및 본부분견대
- 1997년 10월 16일, Headquarters and Headquarters Detachment, 500th Military Intelligence Group
→제500군사첩보단, 본부 및 본부분견대
- 2010년 9월 21일, Headquarters and Headquarters Company, 500th Military Intelligence Brigade
→제500군사첩보여단, 본부 및 본부중대

### 장식
| 스트리머     | 내역                         |
| ------------ | ---------------------------- |
| 공훈부대표창 | 태평양 지역, 1968년 ~ 1969년 |
| 공훈부대표창 | 태평양 지역, 1972년 ~ 1974년 |
| 우수부대표창 | 1986년 ~ 1987년              |

## 참고
- “500th Military Intelligence Brigade - History” (영어). INSCOM Public Affair Office. 2019년 4월 14일에 원본 문서에서 보존된 문서. 2019년 2월 23일에 확인함.}}
- “Headquarters and Headquarters Detachment 500th Military Intelligence Brigade (Pacific Vanguard)” (영어). Center of Military History. 2016년 7월 20일. 2017년 10월 19일에 확인함.